# Ivana Milošević
Pour les articles homonymes, voir Milošević.
Ivana Milošević (née le 11 juin 1982) à Svilajnac est une joueuse internationale serbe de handball, évoluant au poste d'ailière droite au ŽRK Radnički Kragujevac.

## Palmarès

### En club
compétitions internationales
- vainqueur de la coupe Challenge en 2007

compétitions nationales
- championne de Serbie en 2006, 2008, 2014 et 2015

### En sélection
- 4e au championnat d'Europe en 2012 en Serbie avec la Serbie[1]
- vice-championne du monde en 2013 en Serbie avec la Serbie[2]